# 63032 Billschmitt
63032 Billschmitt è un asteroide della fascia principale. Scoperto nel 2000, presenta un'orbita caratterizzata da un semiasse maggiore pari a 3,0869734 au e da un'eccentricità di 0,2302359, inclinata di 16,47344° rispetto all'eclittica.
L'asteroide è dedicato a William C. Schmitt, maestro di scienze americano.